# Bartolomé Beltrán
Bartolomé Beltrán Pons (Campanet, 30 de enero de 1950 - Madrid, 17 de febrero de 2024), fue un médico ginecólogo, presentador y divulgador español.

## Trayectoria
Licenciado en Medicina por la Facultad de Medicina de Valladolid (1967-1973) y especialista en tocoginecología por la Facultad de Medicina (Universidad Complutense de Madrid) (1978), fue miembro del Departamento de Ginecología en el Hospital Central de la Defensa Gómez Ulla de Madrid, miembro de la Sociedad Ginecológica Española y de la Federación Internacional de Ginecología y Obstetricia (FIGO) y Académico de las Reales Academias de Murcia y Valladolid.
En 1978 fue jefe del equipo quirúrgico de la Seguridad Social en Ginecología.
Fue enviado por el gobierno de Adolfo Suárez a la instalación de un Hospital de Campaña en Estelí (Nicaragua), cuando se implantó la democracia en aquel país después del derrocamiento de Somoza.
Desde 1982 colaboró en programas de prensa, radio y televisión sobre salud y ciencias biomédicas en los espacios pioneros La salud es lo que importa en Antena 3 Radio (1982) en la Cadena SER (1989) y en Onda Cero desde 2002, con el espacio La salud en Onda Cero que empezó a denominarse En buenas manos desde 2006. Desde entonces y hasta 2020 se emitió entre las 16:00 y las 18:00 los sábados y desde 2020 hasta 2024, los sábados de 4:00 a 6:00.
En 1984 fue nombrado secretario general de la Sociedad Española de Fertilidad. Más adelante, fue coordinador del Grupo Comunicación y Salud de la AEEM y miembro de la Sociedad Española de Medicina General y de Familia (SEMG) y de la Sociedad Española de Médicos de Atención Primaria (SEMERGEN). 
Al mismo tiempo, fue editorialista y columnista tanto de medios generales como de publicaciones sanitarias, semanarios sobre salud y revistas farmacéuticas. Coordinó las páginas de ciencia y medicina de Tiempo y la publicación Salud solo para ti del Grupo Zeta y desde 1985 a 1988 elaboró y creó la sección de salud del semanario Época. También editó la crónica de política sanitaria Las claves para noticias médicas y colaboró con el resto de publicaciones del Grupo Edimsa tales como Consulta y Tiempos médicos. Y colaboró con el periódico balear Última Hora (Palma de Mallorca) y las revistas Lecturas y Crecer feliz.
Sus artículos aparecen desde 1988 en los principales rotativos de la prensa regional y autonómica a través de las agencias Colpisa y OTR Press.
También colaboró con las publicaciones sanitarias de El Global, Gaceta Médica y Estar Bien. Fue miembro del comité de dirección de la revista del Colegio de Farmacéuticos de Madrid, Mi Farmacéutico; fue editor de la web pacientesenbuenasmanos.com; columnista de La Razón y de Estar vital y confeccionó una columna de opinión sobre salud para todas las cabeceras del Grupo Joly en Andalucía.
En 1989 pasa a Antena 3 donde permanece 15 años, colaborando en las secciones sobre salud en los magazines De tú a tú (1990-1991), de Nieves Herrero, Tan contentos (1991-1992), de Consuelo Berlanga y Hoy de mañana (1998) de Ely del Valle y dirigiendo los programas La salud es lo que importa en 1989 —en su paso a la televisión—, Viva la salud (1991), Viva la vida (1991-1992), En buenas manos (1994), Contigo en buenas manos (1997) y el magazine matinal de En buenas manos, emitido en dos etapas: 1994-1996 y 2005.
En 1995 la empresa Vitaplan S. L., de su propiedad, adquirió más del 84% de las acciones del Real Club Deportivo Mallorca del que Beltrán se convierte en presidente hasta 1998. El equipo consiguió el ascenso a Primera División en la temporada 1996-1997. Al año siguiente, el Mallorca quedó el quinto en la Liga y fue finalista de la Copa del Rey. En 1998 Panterkarr 3000, una empresa propiedad de Antonio Asensio, adquirió las acciones de Beltrán, que abandona la presidencia del club.
Fue nombrado miembro del Consejo Asesor del Ministerio de Sanidad y Consumo (2002-2004), de conformidad con lo previsto en la Orden 2003-2024 del 15 de julio. En 2012 regresó a este órgano, donde siguió hasta 2024.
Desde 2005 hasta 2024, dirige y presenta el programa de salud y calidad de vida, ¿Qué me pasa doctor?, primero en Nova entre 2005 y 2016 y desde el 3 de marzo de 2016 hasta 2024 en La Sexta.

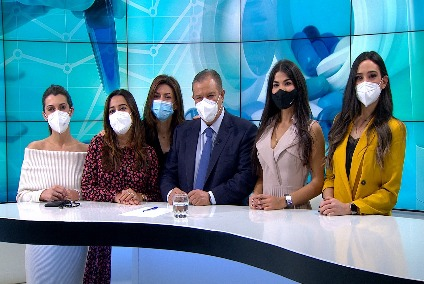
Equipo del programa ¿Qué me pasa doctor?.

Los fines de semana presentó y dirigió en IB3 Ràdio, la radio pública balear, Domingo domingo entre 2005 y 2008 y en IB3, presentó y dirigió Bona Nit Balears, desde 2005 a 2008 y Misterios médicos en 2009.
El 21 de diciembre de 2010, fue nombrado secretario general de la Academia Médico-Quirúrgica Española. También fue académico de las Reales Academias de Murcia y Valladolid. Desde el 5 de julio de 2018 hasta 2024 fue miembro del Comité Científico SEGO de la Sociedad Española de Ginecología y Obstetricia. Desde el 1 de enero de 2020 hasta 2024 ha sido vicepresidente de la Fundación A.M.A. y consejero de la Mutua.
Al mismo tiempo, participaba de forma recurrente en jornadas y foros sobre divulgación, como los Asociados de la Federación Española de Ortesistas y Protesistas (FEDOP) y era coordinador de proyectos como El estirón y Constantes y vitales, un comité asesor de especialistas en el ictus, que ofrecía su experiencia sobre la enfermedad capitaneada por Beltrán.
Hasta su fallecimiento también era director de Prevención y Servicios Médicos de Atresmedia.
El 17 de febrero de 2024, falleció a los 74 años de edad en la Clínica Ruber de Madrid, debido a una insuficiencia renal.

## Libros publicados
- Guía práctica para la mujer embarazada (1983).
- La tertulia interminable (Controversias Deontológicas) (1984) de Editorial Publisalud, S. A.
- Siempre mujer, ante la menopausia (1988).
- 150 años de Investigación y Futuro (Una historia comparada de la medicina). Editado por la Fundación Uriach (1988).
- Agenda de la Historia de la Medicina. Para Previsión Sanitaria Nacional (PSN - 1990).
- Mujeres. Los seis biotipos femeninos (1993).
- Todo sobre el embarazo (1994).
- La salud de la A a la Z (1994).
- Enciclopedia Práctica de Medicina Baleares - Dos volúmenes (1995).
- En buenas manos, manuales prácticos. (Colección de salud y medicina para el Grupo Planeta, siendo el primer volumen Verdades y mentiras sobre la obesidad). (noviembre de 2004).
- También es director de la primera colección de libros de salud en catalán, Salut i medicina (Lleonard Editor) (2006).
- Diccionario de la salud (Espasa 2007).
- Todo sobre tu embarazo y tu futuro hijo (Espasa 2007).
- Con el médico solo no basta (2008) de Editorial Aran.
- Edita y publica un libro del que hace la introducción y prólogo sobre la gestión de la titular de la cartera de Sanidad, Ana Pastor Julián, bajo el título Salud para ti, la sanidad en el siglo XXI. (Editorial Ariel, Grupo Planeta, marzo de 2004).
- La farmacia española. Una crónica de cuatro años en la que la Farmacia ha sido objeto de debate político y sanitario (2009-2014).
- Enfermedades y síndromes de la medicina con nombre propio (Editorial Panamericana, 2015).
- Los gestores administrativos en la salud y la sanidad (2018).
- Humedades, una pandemia silenciosa (2019).
- Médicos que cambiaron la historia (2020).

## Premios y distinciones principales
- Medalla de Oro de la Cruz Roja Española (1982).
- Médico Humanista del año 1992, por la revista El Médico.
- Premio de la Organización Mundial de la Salud (1988), por los trabajos en el sector cardiovascular.
- Premio Ondas (1990).
- Placa de Plata del Ilustrísimo Ayuntamiento del Real Sitio y Villa de Aranjuez al programa Viva la vida por su labor desinteresada en la promoción de la ciudad de Aranjuez (23 de mayo de 1991).
- I Premio de Comunicación Social Pérez-Castro por su labor informativa de divulgación del sistema urológico (12 de diciembre de 1991).
- Antena de Oro de la Comunicación (1993).
- Premio de la Sociedad Española de Médicos Escritores (1993).
- Premio a la mejor labor de comunicación otorgado por el Colegio de Psicólogos de España (1993).
- Placa de plata del IV Congreso de Médicos Titulares de Castilla y León (Palencia. Noviembre de 1993).
- Premio de la Fundación Íñigo Álvarez de Toledo, por sus trabajos sobre trasplantes.
- Premio Laín Entralgo del Colegio de Médicos de Zaragoza (1994).
- Premio Foner Balear del Ayuntamiento de Palma de Mallorca (1994).
- Placa de plata del Ayuntamiento de Valldemosa con motivo del pregón de las Fiestas de la Beata (1997).
- Placa de plata del Colegio Oficial de Médicos de las Islas Baleares y su Junta Directiva en homenaje por su labor desarrollada como director de la Enciclopedia Médica de Baleares que ha contribuido a difundir temas sanitarios a la población así como recoger la historia de la medicina de Baleares (julio de 1998).
- Premio a los Medios de Comunicación, concedido al programa En buenas manos de Onda Cero, en su 3.ª edición, de la Sociedad Española de Médicos Generales y de Familia de Andalucía (SEMG). Granada, 4 de junio de 2009.
- Premio de la Fundación Pfizer de Comunicación 2009, en la categoría de Radio.
- Antena de Oro de la Comunicación 2009, por su trayectoria profesional, concedido por la Federación de Asociaciones de Radio y Televisión de España.
- VII Premio de Periodismo de la Sociedad Española de Oncología Médica (SEOM), por sus trabajos en la categoría de Prensa Audiovisual (2009).
- Premio de la H de Don Hilarión, concedido por el Colegio de Farmacéuticos de Málaga, por sus trabajos acentuando los valores de la Oficina de la Farmacia (2009).
- Cruz de Honor de la Sanidad Madrileña, en su categoría de Plata, por su importante contribución a la difusión y conocimiento de la salud en el ámbito de la Televisión, según publica el Boletín Oficial de la Comunidad de Madrid (2009).
- Modera la charla 'Cómo impactan las noticias médicas en la población' dentro del acto "La profesión médica: una mirada desde los medios de comunicación", celebrado el 25 de noviembre de 2010 por el Colegio de Médicos de Granada.
- Premio de Comunicación de la Sociedad Española de Cirugía Bucal (SECIB, 2011).
- Participa en el 4.º Encuentro del Foro Iberoamericano de Entidades Médicas (2 y el 3 de junio de 2011 en Córdoba).
- Premio de la Sociedad Española de Neurología, 2011 por su trabajo sobre Cefaleas.
- Medalla de Oro del Colegio de Farmacéuticos de Huelva, la carabela Pinta de oro (2012).
- Premio de la Fundación para la Excelencia y la Calidad de la Oncología (ECO), por su Contribución Divulgativa en Oncología Médica (2014) en el que también fueron premiados en la Real Academia de Medicina, los Doctores Rafael Rosell y Albert Jovell (2014).
- Recoge el premio en la categoría de Comunicación de los galardones Málagasana el 1 de julio de 2014.
- Modera el Foro ‘Movimiento Corazones Contentos’ el 17 de septiembre de 2014 en Sevilla.
- Modera el Simposio Alxion del Congreso de la Sociedad Española de Hematología y Hemoterapia (SEHH) el 7 de noviembre de 2014 en Madrid.
- Nombrado miembro de la Academia Médico Quirúrgica Española.
- Conductor de la sesión de la European Exchange: Intercambio de Experiencias en Práctica Clínica con ACODS (17 de junio de 2015).
- Modera la ponencia "Visión del entorno sanitario actual" en la II Jornada de Innovación diferéncial en el ámbito de la farmacoterapia en Toledo (19 de junio de 2015).
- Modera la presentación del Libro Blanco de la Trombosis y Cáncer en la Embajada de Dinamarca el 5 de octubre de 2017.
- Medalla de Oro del Ilustre Colegio Oficial de Farmacéuticos de Granada por la trayectoria profesional y el apoyo a la profesión farmacéutica (3 de noviembre de 2015).
- Presenta el acto II Reconocimiento Oficial al Cuidador Principal para el Imserso el día 27 de octubre de 2015, organizado por el Instituto de Innovación y Desarrollo de la responsabilidad social sociosanitaria (Inidress).
- Medalla del Consejo General de Colegios Oficiales de Farmacéuticos (2015), por el estudio, análisis y comunicación de la farmacia asistencial y comunitaria.
- Premio Nacional de Prevención Riesgos Laborales 'Prever 2016 Individual' en reconocimiento a su labor en pro de la implantación y divulgación de la Prevención de Riegos Laborales (Oviedo, 1 de abril de 2017).
- Cruz de Honor de la Seguridad y Salud en el Trabajo del Consejo General de Profesional de Seguridad y Salud en el Trabajo por su Comisión de Honores, Distinciones y Recompensas en consideración a los excepcionales méritos que concurren en su persona (Granada, el 10 de noviembre de 2017).
- Premio del Consejo General de Dentistas de España por su colaboración en el Día Mundial de la Salud Oral (2017).
- Premio Clodoaldo Jiménez Izquierdo en consideración al trabajo realizado en el ámbito de la Prevención y la Salud en Puertollano (15 de mayo de 2018).
- Jurado en los V Premios DKV Medicina y Solidaridad (Madrid, 24 de mayo de 2018).
- Placa del VIII Simposio de Prevención en el Fútbol y en el Deporte (4 de junio de 2018).
- Placa del Comité Olímpico Español (COE) como embajador solidario del Deporte y de la Vida Saludable (Madrid, 4 de junio de 2018).
- Diploma patrocinado por la Asociación Española de Derecho Sanitario por su participación como Director-Moderador en el XXV Congreso Nacional de Derecho Sanitario, celebrado en Madrid el 20 de octubre de 2018.
- La Sociedad Española de Salud y Seguridad en el Trabajo, en reunión de 3 de octubre de 2018, acordó concederle el premio SESST 2018 en reconocimiento a su labor en pro de la Salud Laboral y Prevención de Riesgos (Madrid, 8 de noviembre de 2018).
- Miembro del jurado VI Premios Medicina y Solidaridad de DKV Seguros en mayo de 2019 en Málaga.
- Ponente en la II Jornada de Innovación Diferencial en el ámbito de la farmacoterapia (19 de junio de 2019 en Toledo).
- Premio de la Asociación para la Promoción del Consumo de Frutas y Hortalizas 5 al día otorgado a Atresmedia en la categoría de Divulgación por su labor informativa, el 3 de marzo de 2020.
- El Consejo General de Relaciones Industriales y Ciencias del Trabajo de España, le otorga la distinción honorífica en reconocimiento a los méritos contraídos con este Consejo (Ciudad Real, febrero de 2020).
- Intervención en nombre de los premiados en el XXXV Aniversario Consejo Social de la UCO (6 de abril de 2022 en Córdoba).

Y como distinciones
- Consejero de la Amref Health Africa de ayuda médica.
- Nombramiento de Capataz de Honor en la LVI Fiesta de la Vendimia del Condado (Real Feria de La Palma 17 de septiembre de 2016).
- Miembro de la Fundación para el Estudio de las Ciencias Visuales, Fundación INCIVI Archivado el 10 de noviembre de 2018 en Wayback Machine., de ayuda al Tercer Mundo.
- Secretario General del Instituto de Estudios Biomédicos (INESBI) adscrito a la Fundación del Hombre.
- Socio de Honor de la Asociación Española para el Estudio de la Menopausia (AEEM).
- Consejero de la Fundación de la Liga de Fútbol Profesional en Madrid.
- Pregonero de las Fiestas de diferentes ciudades españolas como las siguientes: Valldemosa, Mancor del Valle, Inca, Trujillo, Montiel, Marín, Teruel y Guadalajara.
- Miembro de Mérito del Instituto Balear de la Historia, el 9 de abril de 2021 (Palma de Mallorca).
- Galardonado por la Sociedad Española de Neurología con el Premio SEN Enfermedades Neurológicas, como reconocimiento a su enorme contribución en la promoción social de las enfermedades neurológicas (mayo de 2021).
- Galardonado en la Categoría de Mejor Divulgador Científico- Médico en la V Edición de los Premios Médicos y Pacientes (6 de octubre de 2023 en la Real Casa de Correos de Madrid).

Por su labor en el Real Club Deportivo Mallorca
- Placa de plata del fútbol base del RCD Mallorca a su presidente, con afecto por su gran labor (1996).
- Placa de plata de la Asociación de exjugadores del RCD Mallorca (Navidad de 1996).
- Placa de plata del Grupo de La Voz por su aportación al deporte balear (1997).
- Placa de plata del Fútbol Club Barcelona con motivo de la celebración de la final de la Copa del Rey (29 de abril de 1998).